# AltaVista
AltaVista (španělsky Vysoká vyhlídka) byl internetový vyhledávač, který vznikl 15. prosince 1995. Původní (dnes nefunkční) stránky na adrese (http://altavista.digital.com)
měly ukázat vysoký potenciál serverů mateřské hardwarové společnosti Digital Equipment Corporation.
Tento nástroj byl vytvořen Louisem Monierem a Mikem Burrowsem (v současné době pracující pro Google) a malého týmu vědců ve výzkumných laboratořích firmy Digital Equipment Corporation v Palo Altu v Kalifornii. Původní nápad vzešel z myšlenek Paula Flahertyho (zemřel 16. května 2006 ve 42 letech). Říkal, že Alpha servery by byly perfektní k vytvoření vyhledávacího nástroje podobného Yahoo!.
Již při spuštění obsahoval vyhledávač oproti ostatním vyhledávačům dvě novinky. Používal rychlé vícevláknové samostatné vyhledávání stránek, které mohlo pokrýt spousty webových stránek, což nebylo v tu dobu běžné. Druhá novinka bylo výkonné vyhledávací prostředí, běžící na moderním hardwaru se spousty gigabyty pamětí. Toto udělalo z AltaVisty první vyhledávač schopný vyhledávat tzv. fulltextově široké spektrum WWW.
Další firemní produkt, který prorazil do světa byl první webový překladač Babel Fish, který překládal slova, fráze a dokonce i celé webové stránky. Stránky byl schopen překládat z a do angličtiny, španělštiny, francouzštiny, němčiny, nizozemštiny, portugalštiny, italštiny a ruštiny. Babelfish stále patří mezi oblíbené a často používané webové překladače a to hlavně proto, že je zdarma.
V roce 1996 se AltaVista stala exklusivním poskytovatelem výsledků hledání pro Yahoo!. V roce 1998, firma Digital byla prodána firmě Compaq a v roce 1999 Compaq spustil AltaVistu jako webový portál. V červnu stejného roku Compaq zaplatil 3,3 milionu za doménové jméno altavista.com, ale na trhu už ztrácel, zvláště kvůli vyhledávači Google. Později se společnost odpojila od Compaq a osamostatnila.
V únoru 2003 koupila Altavistu firma Overture Services, Inc.. Ta pokus o webový portál zrušila a opět umístila nově přepracovaný jednoduchý vyhledávač. V květnu 2004 převzala Overture firma Yahoo!. Krátce po převzetí začala AltaVista používat vyhledávací databáze vyhledávače firmy Yahoo!.
AltaVista byla také jedna ze společností, která slibovala doživotní e-mailovou schránku zdarma, jen s podmínkou zaplacení jednoho vstupního poplatku.